# Rudolf Maresch (Radsportler)
Rudolf Maresch (* 25. November 1934 in Wien) ist ein ehemaliger österreichischer Radrennfahrer und nationaler Meister im Radsport.

## Sportliche Laufbahn
Maresch startete bei den Olympischen Sommerspielen 1956 in Melbourne. Dort nahm er an drei Wettbewerben teil. Er bestritt mit dem Vierer Österreichs die Mannschaftsverfolgung. Sein Team mit Franz Wimmer, Walter Bortel, Kurt Schein und Maresch blieb ohne Platzierung. Im olympischen Straßenrennen schied er beim Sieg von Ercole Baldini aus. Die Mannschaft Österreichs mit Maresch, Arthur Mannsbarth und Franz Wimmer kam nicht in die Mannschaftswertung.
1954 bis 1956 gewann er die nationale Meisterschaft in der Einerverfolgung. 1958 und 1959 fuhr er als Berufsfahrer. Er bestritt die Tour de France 1958 und schied auf der 2. Etappe aus.